# Jiupu (Dou Ping)
Das chinesische Buch Jiupu (chinesisch 酒譜 / 酒谱 – „Alkoholika-Handbuch“) ist eine von Dou Ping (窦苹) aus der Zeit der Song-Dynastie verfasste, den Alkoholika gewidmete Monographie. Mit einem anderen Namen hieß der Verfasser Ziye 子野, er stammte aus dem Ort Wenshang 汶上 in der Provinz Shandong. Das Buch besteht aus einem Heft (juan) und ist untergliedert in zwölf Kapitel.
Ein großer Teil darin erzählt Anekdoten über Alkoholika, sprachlich ist es in einem sehr modernen Stil verfasst.

## Inhaltsübersicht
1. Ursprung der Alkoholika (jiu zhi yuan 酒之源)
2. Alkoholika-Terminologie (jiu zhi ming 酒之名)
3. Anekdoten und Amüsantes (jiu zhi shi 酒之事)
4. Anlässe der Verwendung in der alten Zeit (jiu zhi gong 酒之功)
5. Maßvolles Trinken und Selbstkontrolle (wēnkè 温克)
6. Verlust der Selbstkontrolle und des Anstands (luan de 乱德)
7. Warnung vor Alkoholika (jie shi 诫失)
8. Alkoholika in Mythos und Legende (shenyi 神异)
9. Aus fremden Ländern (yi yu 异域)
10. Eigenschaften und Geschmack (xing wei 性味)
11. Trinkgefäße (yǐnqì 饮器)
12. Trinkwettspiele (jiǔlìng 酒令)
13. Anhang: Einführung (zǒnglùn 总论)

## Falsche Schreibung des Verfassernamens
Bisweilen begegnet eine falsche Schreibung des Verfassersnamens: Dou Ge 窦革, so auch im Chugoku shokkei sosho.

## Weitere Werke und Kapitelüberschriften mit gleichem Titel
Bis zur Ming-Zeit gab es ein Werk mit dem gleichen Namen Jiupu (酒谱) in einem Band (juan) von Xu Ju (徐炬), es ist enthalten in der Büchersammlung Shanju zazhi (山居杂志). Auch von Feng Chengjun (冯承钧) existiert ein Buch mit diesem Namen. In verschiedenen Werken, darunter das Tiaodingji, gibt es auch Kapitelüberschriften dieses Namens.

## Ausgaben
Das Buch von Dou Ping (窦苹) ist in mehreren alten Büchersammlungen (congshu) enthalten: Baichuan xuehai (百川学海), Tang Song congshu 唐宋丛书, Shuofu 说郛 und Siku quanshu 四库全书. Auch in der japanischen Sammlung Chugoku shokkei sosho ist es enthalten.